# KOI-854.01
KOI-854.01 (также известный как K00854.01) — кандидат в экзопланеты, имеющий орбиту в обитаемой зоне вокруг красного карлика KOI-854. В зависимости от плотности, небесное тело может оказаться планетой-океаном, мини-Нептуном или супер-Землёй (если принадлежит земной группе). Температура на поверхности соответствует 238,3 K (−34.8 °C; −30.7 °F). Экзопланета имеет рейтинг ESI 0.72. Помимо спорной Глизе 581 g, KOI-854.01 имеет самый высокий рейтинг SPH (Standard Primary Habitability), равный 1.00, — показатель вероятности того, что на планете есть растительность. Для сравнения, Земля на этой шкале имеет индекс 0.72, Kepler-442 b — 0.98, Kepler-452 b — 0.93 и Kepler-438 b — 0.88.